# Diebstahl und Absturz einer Hawker Siddeley Trident der CAAC 1979
Der Diebstahl und Absturz einer Hawker Siddeley Trident der CAAC 1979 ereignete sich am 14. März 1979. An diesem Tag verunfallte eine Hawker Siddeley HS.121 Trident 2E, die am selben Tag auf dem Flughafen Peking-Xijiao entwendet wurde, kurz nach dem Startlauf von ebendiesem Flughafen.

## Maschine
Bei dem verunglückten Flugzeug handelte es sich um eine drei Jahre und einen Monat alte Hawker Siddeley HS.121 Trident 2E. Das Flugzeug trug die Werksnummer 2172. Die Maschine absolvierte am 20. Februar 1976 mit dem Testkennzeichen G-BAJI ihren Erstflug, bevor sie am 30. März 1976 an die CAAC ausgeliefert und mit dem Luftfahrzeugkennzeichen B-274 zugelassen wurde. Das dreistrahlige Schmalrumpfflugzeug – die Hawker Siddeley Trident ist seinerzeit das weltweit erste dreistrahlige Passagierflugzeug gewesen – war mit drei Triebwerken des Typs Rolls-Royce Spey 512 ausgestattet.

## Unfallhergang
Ein Flugmechaniker, der mit dem Flugzeugtyp HS.121 Trident vertraut war, betrat allein die Maschine und rollte zum Startpunkt, ohne eine entsprechende Startfreigabe erhalten zu haben. Nach dem Start gewann die Maschine kaum an Höhe und stürzte auf eine Fabrik.

## Ursache
Die Behörden nahmen an, dass das mutmaßliche Motiv des Flugmechanikers Rache gewesen sei, da er sich während seiner Zeit bei der Chinesischen Luftwaffe ungerecht behandelt gefühlt hatte.

## Abweichende Angaben zum Unfall
Anderen Quellen zufolge sei die Maschine nicht entwendet worden, sondern habe sich auf einem Trainingsflug befunden, auf dem zwölf Personen an Bord gewesen seien. Die Angaben hinsichtlich der Opferzahl variieren ebenfalls – während eher zurückhaltende Angaben von 32 Opfern am Boden und einem Piloten sprechen, gibt es auch Angaben, die von 180 Todesopfern am Boden und 12 an Bord der Maschine berichten.